# Herman Bunth
Lars Herman Marianus Bunth, född 21 november 1847 i Västra Nöbbelövs socken i Skåne, död 19 mars 1935 i Malmö, var en svensk konstnär.
Han var son till fanjunkaren vid Skånska dragonregementet Justus Henrik Bunth och Eva Augusta Angelin. Bunth studerade vid Konstakademien i Stockholm 1868-1874. Hans arbeten under studietiden rönte stor uppmuntran och han fick flera lovord och penningbelöningar. Efter studierna i Stockholm fortsatte han med självstudier i Paris. Han var en av undertecknarna av opponentskrivelsen till akademien 1885. Han bosatte sig i slutet av 1880-talet i Ystad där han drabbades av en eldsvåda som förstörde alla hans målningar och de studiearbeten har sparat; detta var en händelse som han aldrig hämtade sig ifrån. Bunth var själv osäker på sin förmåga som konstnär och medverkade aldrig i någon utställning under sin livstid. Först efter hans död, då hans verk genom Bunths systrars testamente tillfallit Malmö museum, visades hans konst upp på en minnesutställning 1948. Ännu en minnesutställning genomfördes i Ystad senare samma år. Hans målade konst består av strand och slättlandskap, gatubilder, torgscener, genreartade interiörer och några porträtt. De talrika teckningarna, varav några är akvarellerade, visar detaljrika lantliga folkscener. Bunth är förutom vid Malmö museum representerad vid Ystads konstmuseum med ett par gatumotiv.